# Hypogastrura distincta
Hypogastrura distincta is een springstaartensoort uit de familie van de Hypogastruridae. De wetenschappelijke naam van de soort is voor het eerst geldig gepubliceerd in 1902 door Axelson.